# Amphineurus (Amphineurus) spectabilis
Amphineurus (Amphineurus) spectabilis is een tweevleugelige uit de familie steltmuggen (Limoniidae). De soort komt voor in het Australaziatisch gebied.